# 腺花杜鹃
腺花杜鹃（学名：Rhododendron adenanthum）为杜鹃花科杜鹃花属下的一个种。